# Enric Morera i Català
Enric Morera i Català (ur. 3 kwietnia 1964 w miejscowości Oliva w Walencji) – hiszpański polityk i prawnik, długoletni sekretarz generalny Walenckiego Bloku Nacjonalistycznego, w 2004 deputowany do Parlamentu Europejskiego.

## Życiorys
Uzyskał licencjat z dziedziny prawa. W 1990 podjął pracę w Komisji Sprawiedliwości Parlamentu Europejskiego (do 1994). Podjął pracę jako przedsiębiorca w sektorze usług, hotelarstwa i transportu oraz turystyki wiejskiej.
W 1981 wstąpił do nacjonalistycznej Partit Nacionalista del País Valencià. Dwa lata później był jednym z założycieli Unitat del Poble Valencià. Od 1985 do 1987 pełnił obowiązki sekretarza generalnego organizacji młodzieżowej UPV. Od 1996 zasiadał w Komitecie Wykonawczym UPV, odpowiadał m.in. za negocjacje nad stworzeniem BNV. W 1999 wystawiono go jako kandydata bloku w wyborach na alkada Walencji. W tym samym roku znalazł się na liście kandydatów Konwergencji i Unii do Parlamentu Europejskiego, z której startowali też przedstawiciele BNV i Socjalistycznej Partii Majorki. Mandat objął dopiero w kwietniu 2004 po tym, jak został zwolniony i po zrzeczeniu się go kilku kandydatów z listy. Do lipca 2004 zasiadał w Europarlamencie jako członek frakcji Zielonych i Wolnego Sojuszu Europejskiego. Na kongresie bloku w 2003 został wybrany na sekretarza generalnego BNV. Stanowisko to zajmował do 2016, po czym objął honorową funkcję przewodniczącego partii. W 2007, 2011, 2015 i 2019 uzyskiwał uzyskał mandat posła do kortezów regionalnych. W 2015 został przewodniczącym parlamentu Walencji, funkcję tę sprawował przez dwie kadencje do 2023.
Również w 2023 został powołany w skład hiszpańskiego Senatu.